# Mathias Porseland
Mathias Porseland (* 12. Juni 1986 in Göteborg) ist ein ehemaliger schwedischer Eishockeyspieler, der im Laufe seiner Karriere in diversen europäischen Eishockeyligen aktiv war. Sein Vater Peter Gustavsson war ebenfalls Eishockeyspieler.

## Karriere
Mathias Porseland begann seine Karriere als Eishockeyspieler in seiner Heimatstadt in der Nachwuchsabteilung des Frölunda HC, für dessen Profimannschaft er in der Saison 2005/06 sein Debüt in der Elitserien, der höchsten schwedischen Spielklasse, gab. In seinem Rookiejahr blieb er in fünf Spielen punkt- und straflos. Von 2006 bis 2008 lief der Verteidiger für den Bofors IK in der zweitklassigen HockeyAllsvenskan auf. Dort konnte er sich als Stammkraft im professionellen Eishockey etablieren. Die folgenden beiden Jahre verbrachte er beim Rögle BK in der Elitserien, musste mit seiner Mannschaft jedoch in der Saison 2009/10 den Abstieg in die HockeyAllsvenskan hinnehmen. Daher trat er von 2010 bis 2012 in der finnischen SM-liiga für HPK Hämeenlinna an.
Zur Saison 2012/13 wurde Porseland vom HC Lev Prag aus der Kontinentalen Hockey-Liga verpflichtet. Ein Jahr später wechselte er im Rahmen eines Tauschgeschäfts zunächst zu Admiral Wladiwostok, ehe er im Dezember 2013 erneut transferiert wurde – diesmal zu Witjas Podolsk. Insgesamt absolvierte er bis Frühsommer 2015 über 100 KHL-Partien, ehe er vom Brynäs IF aus der Svenska Hockeyligan (ehemals Elitserien) unter Vertrag genommen wurde.
Weitere Stationen in seiner Karriere waren der HC Litvínov, der HC Dynamo Pardubice, Hanhals IF, GKS Katowice und der HC Innsbruck. 2021 beendete er seine Karriere und wurde Nachwuchstrainer beim Frölunda HC.

## Statistik
(Stand: Ende der Saison 2011/12)